# أوستراكية
الأوستراكية - (بالإنجليزية:Ostracism) تعني إبعاد المواطن عن المدينة فور الشك بتهديده لأمن الدولة حتى دون ثبوت أي تهمة عليه. حيث كان ذلك يتم في اجتماع للمواطنين الذين لهم حق التصويت في أثينا وكان هذا الاجتماع ينعقد في أواسط الشتاء من كل عام، حيث يقرر هؤلاء المواطنون ما إذا كانوا سيجرون تصويت الاستبعاد هذا العام أو لا .. فإذا ما قرروا إجراء التصويت فإنه يحق لأي من هؤلاء المواطنين الذين لهم حق التصويت كتابة اسم أي مواطن آخر خلال عدة أسابيع على قطعة من الخزف وهو بذلك يعبر عن رغبته في إبعاد هذا المواطن الآخر لكونه يشكل خطراً على الدولة، وإذا ما تم التصويت على إبعاد هذا المواطن بعدد كبير من الأصوات _حدده البعض بستة آلاف صوت_ فإنه يتوجب على هذا المواطن أن يترك أثينا خلال عشرة أيام ولا يعود إليها قبل عشر سنوات.
يختلف هذا الإبعاد عن نظام النفي والذي كان معمولاً به لدى الرومان ، حيث كان النفي يوجب على المنفي أن يظل خارج البلاد لمدة غير محددة وغالباً مدى الحياة كما أنه كان يفقد ممتلكاته على عكس الأوستراكية التي يحتفظ فيها المواطن المستبعد بممتلكاته. ويذهب البعض إلى أن تطبيق هذه السياسة الأوستراكية في أثينا بدأ في عام 487-488ق.م